# Anisobas buccatus
Anisobas buccatus là một loài tò vò trong họ Ichneumonidae.